# Tongatapu

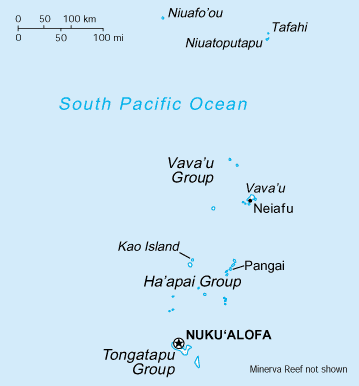
Lägeskarta, Tongatapu längst ned.

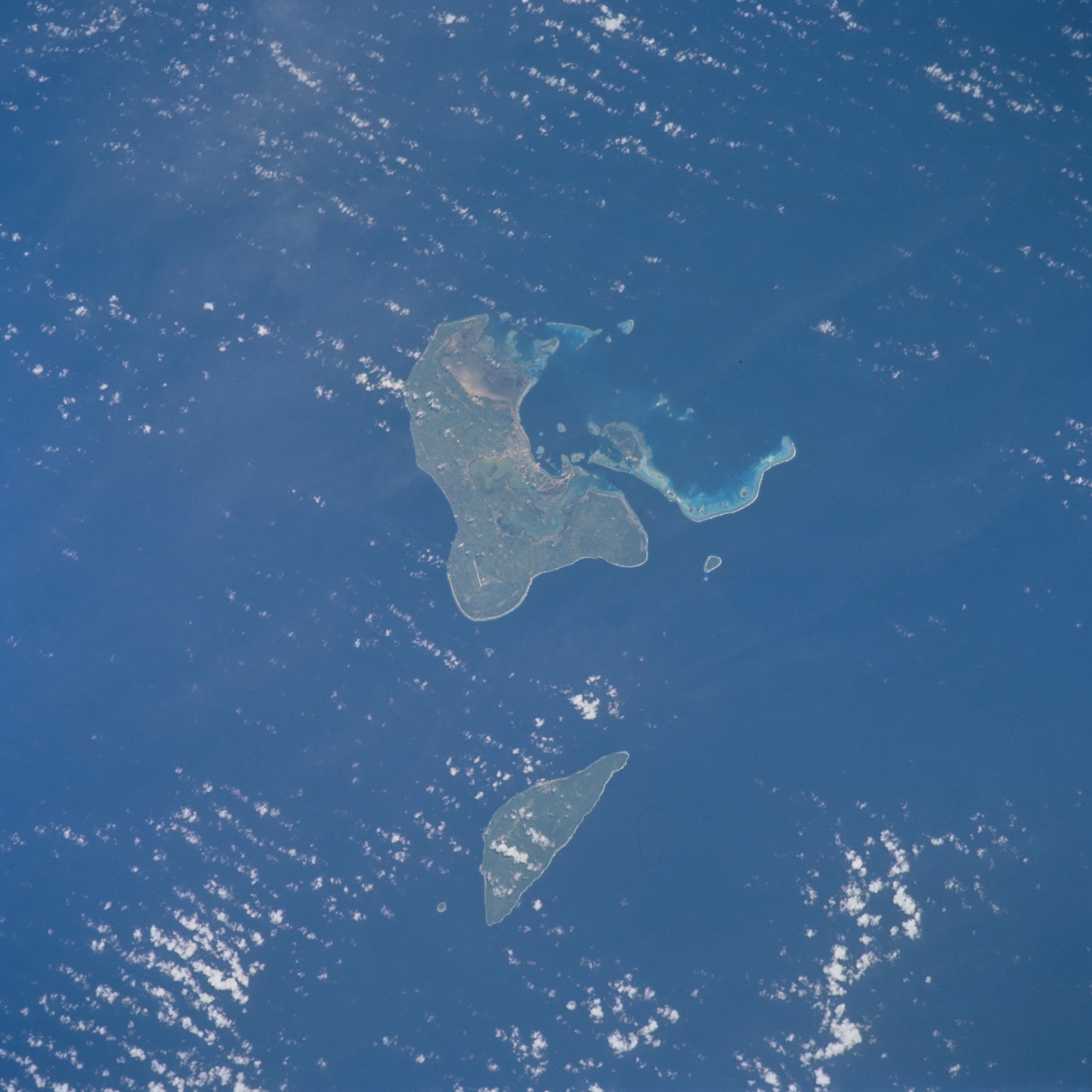
Tongatapu i mitten.

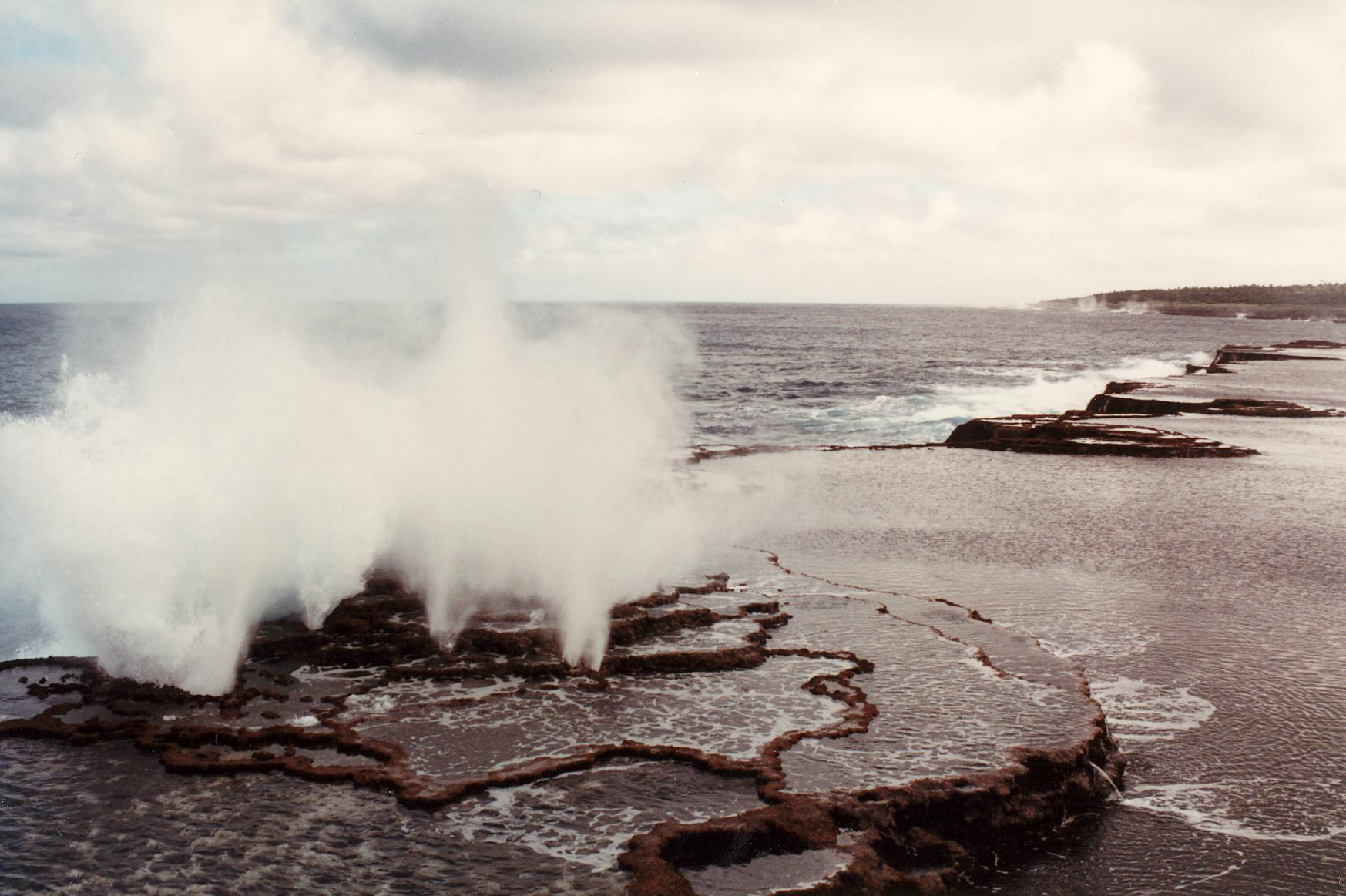
Mapu'a'a Vaea Blowholes nära Houmea.

Tongatapu (tonganska motu ʻo Tongatapu) är huvudön i Tonga i södra Stilla havet. Tongatapu är också huvudön i Tongatapuöarna (Ongo Tongatapu).

## Geografi

### Tongatapu
Tongatapuön ligger cirka 650 kilometer öster om Fiji och cirka 500 km väster om Niue.
Ön är en korallö och har en sammanlagd areal om cirka 260,48 km². Det är Tongas största ö med en tredjedel av hela landets areal och 2/3 av hela befolkningen bor på Tongatapu.
Den högsta höjden är på cirka 65 m ö.h. och ligger mellan Fua’amotu och Nakolo på öns södra del. Det finns branta kustklippor på den södra delen och de mäktiga Mapu'a'a Vaea Blowholes (ett "blåshål" är naturfenomen med små naturliga tunnlar i vulkanstenen där havsvågor passerar igenom och sedan kastas högt upp i luften lik en gejser) ligger på den västliga delen nära Houma. På den sydöstra delen finns även Anahulugrottorna nära Lavengatonga.
Befolkningen uppgår till cirka 71 500 invånare där cirka 23 000 bor i huvudstaden Nuku'alofa på öns norra del. Nuku'alofa är landets ekonomiska och industriella centrum. Förvaltningsmässigt utgör ön en del i distriktet Tongatapu division och är indelad i 11 kommuner.
Landets huvudflygplats Faleolo International Airport ( flygplatskod "TBU") ligger på Tongatapus sydöstra del vid byn Fua'amotu och har kapacitet för internationellt flyg.

### Tongatapuöarna
Tongatapuöarna omfattar ett 50-tal öar och har en sammanlagd areal om cirka 347 km². Det är Tongas sydligaste ögrupp och övriga stora öar är:
- Eua, cirka 87 km², cirka 10 km sydöst om huvudön
- ‘Atataa, cirka 0,52 km², cirka 4 km norr om huvudön
- ‘Eueiki, cirka 1,06 km², cirka 6 km nordöst om huvudön
- Nukunukumotu, cirka 1,32 km², cirka 7 km norr om huvudön

samt de mindre öarna

- ʻAlakipeau
- ʻAtā
- ʻAtataā
- Fafaā
- Fukave
- Kalau
- Kanatea
- Makahaʻa
- Malinoa
- Manima
- Mataʻaho
- Monūafe
- Motu Tapu
- Moʻunu
- Moʻungatapu
- Ngofonua
- Nuku
- Oneata
- ʻOnevai
- ʻOnevao
- Pangaimotu
- Poloʻa
- Talakite
- Tau
- Toketoke
- Tufuka
- Velitoa Hahake
- Velitoa Hihifo

- Förvaltningsmässigt ingår även den obebodda 'Ata cirka 200 km sydöst om Tongatapu i ögruppen.

## Historia

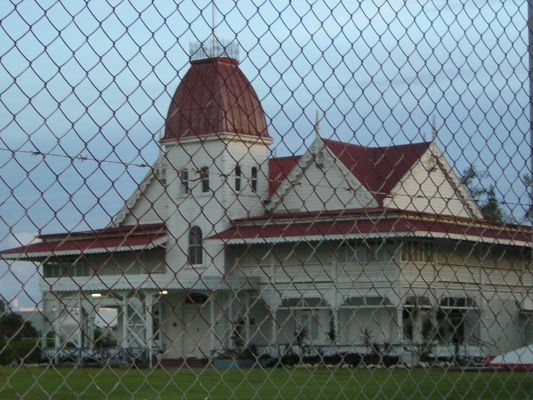
Kungliga palatset i Nuku'alofa.

Tongaöarna beboddes av polynesier sedan 2000-talet f.Kr. under Lapitakulturen. Tongatapu stavades tidigare Tongataboo och är sammansatt av taboo (helig) och tonga (söder).
Ön har alltid varit basen för det Tonganska imperiet och en rad fornlämningar vittnar om denna tid. De kändaste är monumentet Ha'amonga 'A Maui nära Niutoua på den sydöstra delen och Paepae 'o Tele'a med ytterligare cirka 25 langi (pyramidformade kungliga begravningsplatser i sten) kring Tatakamotonga och Lapaha i Mu'a (Tongatapu) på den östra delen. Än idag ligger monarkens huvudresidens på Tongatapu.
Den nederländske upptäcktsresanden Abel Tasman blev den 21 januari 1643 den första europén att besöka Tongatapu. Då namngavs ön Amsterdam Eylandt. Idag finns ett minnesmärke vid landstigningsplatsen på öns västra del.
I oktober 1773 återupptäckte brittiske James Cook Tongatapu och ett minnesmärke vid hans landstigningsplats finns nära Holonga på öns östra del.
1974 utsågs öns inre laguner Fangaʻuta och Fangakakau till naturskyddsområde.